# Алис Спрингс
Алис Спрингс (енгл. Alice Springs) је град у Северној територији, аустралијској савезној држави. Према попису из 2006. у граду је живело 21.622 становника, а у широј околини 26.486 становника. Град представља други највећи град на простору Северне територије.

## Становништво
Према попису, у граду је 2006. живело 21.622 становника.
| 1991.  | 1996.  | 2001.  | 2006.  |
| ------ | ------ | ------ | ------ |
| 20,448 | 22,488 | 24,640 | 21,622 |